# 克林格嶺
74°43′S 114°0′W / 74.717°S 114.000°W
克林格嶺（英語：Klinger Ridge）是南極洲的山嶺，位於瑪麗伯德地的巴庫蒂斯海岸，處於麥克林頓冰川和多爾丘克冰川，美國地質調查局根據測量和該國海軍的空中照片繪入地圖，現時由南極條約體系管理。